# Saint-Ours, Savoie
Saint-Ours är en kommun i departementet Savoie i regionen Auvergne-Rhône-Alpes i sydöstra Frankrike. Kommunen ligger i kantonen Albens som tillhör arrondissementet Chambéry. År 2022 hade Saint-Ours 760 invånare.

## Befolkningsutveckling
Antalet invånare i kommunen Saint-Ours
| Referens: INSEE |